# 科学理论
科学理论是一种解释亦是描述，它按照科学方法来阐述自然界中某方面事物的原因，即可以反复实验，并需使用一个预定义的观察和实验协议。已建立的科学理论是经得起严格检验的，也是科学知识的广泛形式。
特别需要注意的是，某学科中使用的“科学理论”（下简称“理论”）定义明显不同于通常语言中使用的“理论”一词。在日常的（非科学的）讲话中，“理论”可能意味着某事是未经证实的、思考出来的猜测、猜想、想法，或者假设；这种使用方式与科学中的“理论”恰恰相反。这些用法的不同可以比较出来，而且往往是相对的。“预测”这个词在科学中的用法也与日常对话中不同，表示只不过有希望。
科学理论的强大体现在它能解释的现象的多样性。当收集到更多的科学证据时，一个科学理论如果不能解释新发现的实际情况，它可能会被否定或修正；在这种情况下，就需要一个更准确的理论。在某些情况下，不精确的、未经修正的科学理论仍然可以被视为一个理论，如果它在特定条件下作为一个近似是有用的（由于其纯粹的简单性，例如，牛顿运动定律作为狭义相对论在速度远小于光速时的一个近似）。
科学理论具有可测试性，且能做可证伪性预测。他们描述因果关系的原理，负责解释特定的自然现象，同时用来解释和预测物理宇宙或调查的特定领域（例如，电学、化学、天文学）的方方面面。科学家将理论作为基础，以获得进一步的科学知识，或者实现目标，比如发明技术或治疗疾病。
与其它形式的科学知识一样，科学理论本质上既是演绎推理，又是归纳推理，其目标在于预测能力和解释能力。
古生物学家、演化生物学家和科学史学家史蒂芬·古尔德说：“……事实和理论是不同的东西，而非一个增长的层级关系中的不阶层级。事实是世界的数据。而理论是解释事实的概念体系。”

## 类型
阿尔伯特·爱因斯坦将科学理论分为两种：“建设性理论”和“基本理论”。建设性理论是对现象的建设性模型，如动能。基本理论则是经验概括，如牛顿三大运动定律。

## 特征

### 基本标准
通常，任何理论若要为学术界广泛接受，都需要一个简单的标准。基本的标准是，该理论必须是可观测的和可重复的。上述标准是必要的，否则无法防止欺诈和保持科学自身的长久发展。

20世纪后期被标在地图上的全球构造板块。板块构造理论成功地解释了无数关于地球的现象，包括地震、山区、大陆和海洋的分布。

所有科学知识，包括理论，最典型的特征是，可证伪性或可检验的预测能力。这些预测的关联性和特异性，决定了理论有多大的潜在用途。不能作出可观测的预测的理论理论，压根就不是一个科学理论。如果预测不能具体到可以测试的程度，也同样没用。在这两种情况下，就不适合使用“理论”一词。
一个知识描述体，如果符合以下标准，就可以称为理论：
- 它的可证伪性预测，在广泛的科学调查中具有始终如一的准确性（例如力学）。
- 许多独立的证据都能够很好地支持它，而不是单一的依据。
- 它是否与先前存在的实验结果相一致，并且它的预测至少与任何先前存在的理论同样精确。

已经建立的理论无疑具备了这些品质，如狭义相对论和广义相对论、量子力学、板块构造论、现代演化综论，等等。

### 其它标准
此外，科学家们更喜欢用于工作的理论，符合以下特质：
- 它可以进行小的调整，以解释新发现的不完全符合它的数据，从而随着时间的推移增加其预测能力。
- 它是一个最简洁的解释，使用最少的假设、最少的解释步骤，即符合奥卡姆剃刀原理。这是因为，对于现象的每一个合理解释，都会有非常大量、甚至可能是无限的、具有可能性的、并且更复杂的替代解释。但是越复杂的理论就会碰到越多的无法解释的特例假设，以致于该理论不得不作出修正，这就会使人感到烦扰；因此，简单的理论比复杂的更可取，因为它们更加可测（英语：Test method）。[10][11][12]

### 来自科学组织的定义
美国国家科学院对科学理论的定义如下：

对“理论”的正式的科学的定义，与该词日常的含义完全不同。它指的是对自然界某些方面的综合解释，它需要通过大量的证据来支持。许多科学理论建立得非常好，并没有新的证据跳出来动摇它们的根基。例如，没有新的证据表明，地球不是绕着太阳转的（日心说），或者生物不是由细胞构成的（细胞学说），或者物质不是由原子构成的，或者地球表面不是由分割的、在地质时间尺度上移动的板块构成的（板块构造理论）……科学理论最有用的性质之一是，它们可以被用来对尚未观测到的自然事件或现象作出预测。

来自美国科学促进会的定义：

科学理论是经过充分证实的对自然界某些方面的解释，这需要通过观察与实验，对事实进行反复确认。这种由事实支撑的理论就不再是“猜测”，而是可靠的对现实世界的解释。生物进化理论并不“只是一个理论”。它是对宇宙的真实解释，就如同物质的原子理论或疾病的细菌理论。我们理解万有引力的工作仍在进行中。但万有引力现象，就象进化论一样，已经是公认的事实。

注意“理论”一词并不适合描述未经测试、但复杂的假设或科学模型。

## 形成

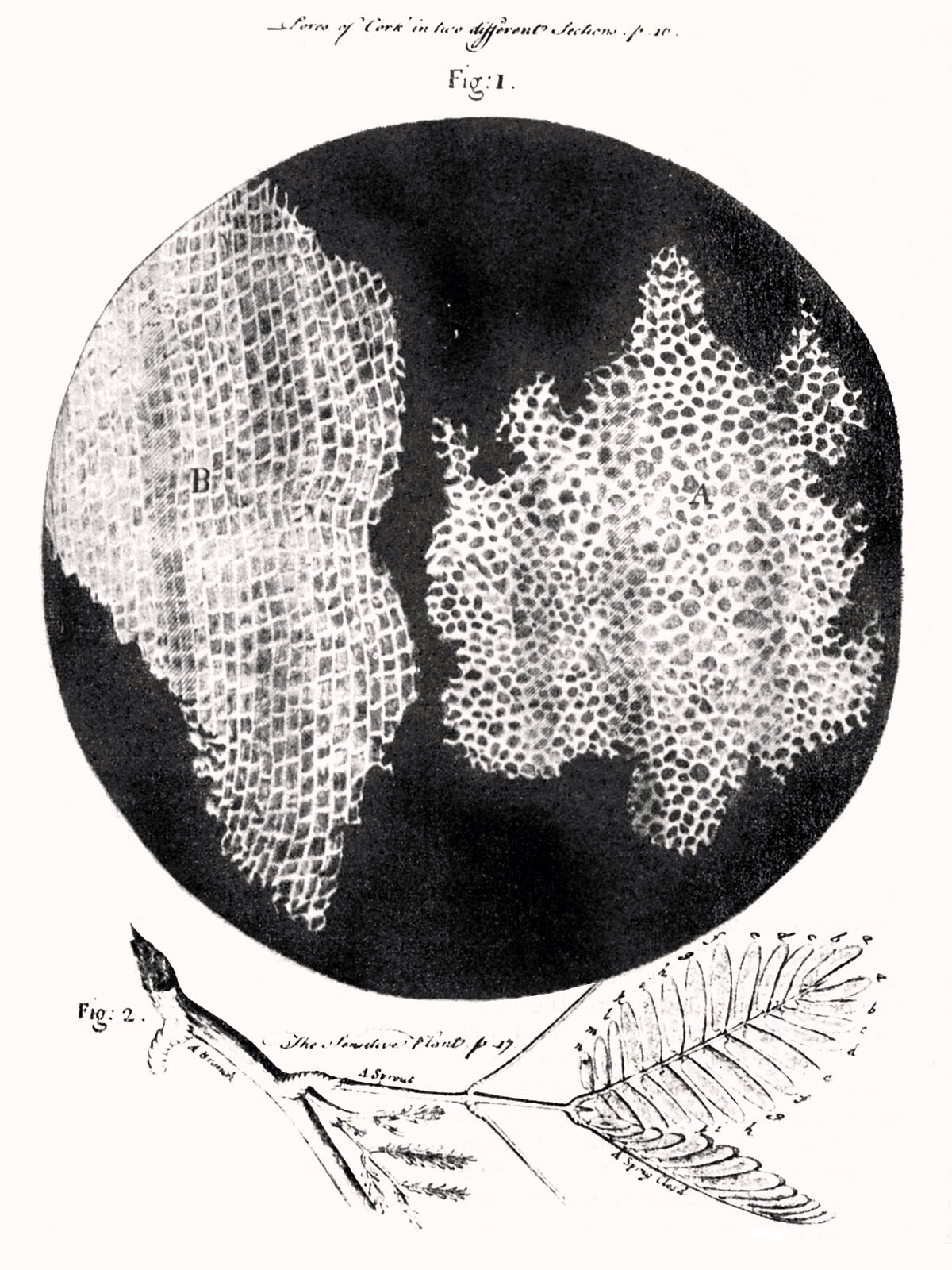
罗伯特·胡克使用早期的显微镜第一次观察到的细胞。这引领了细胞学说的发展。

科学方法涉及假说的提出，以及对它的检验。通过假说可以对未来的实验结果作出预测，然后通过这些实验来检验该预测是否正确。这为支持或反对该假设提供了证据。如果在一个特定的调查领域中，已经收集了足够的实验结果，科学家们就可能会提出一个解释性框架，以解释尽可能多的结果。这种解释也会被检验，如果能满足必要的标准（如上），解释就成为了理论。这可能需要许多年，因为收集足够的证据可能会很困难或很复杂。
一旦所有的条件都已满足，它将被科学家们广泛接受（参见科学共识），至少能作为对某些现象有效的最佳解释。它将能预测以前的理论不能解释或不能准确预测的现象。另外还必须防止伪造，科学界会对证据的强度进行评估。而最重要的实验，会由多个独立团体来复现。
理论并不需要绝对精确，这对科学同样有用。例如，我们已经知道，经典力学的预测在相对论领域并不准确，但在常人相对低速的经验中，它们几乎完全正确。在化学中，有许多酸碱理论对酸性和碱性化合物的基本性质，提供了完全不同的解释，但它们对于预测化学行为非常有用。像所有的科学知识一样，没有理论能具有完全的确定性，因为未来的实验有可能与理论的预测相冲突。然而，科学界一致支持的理论，在科学知识中具有最高级别的确定性；例如，所有物体都会受到引力，或地球上的所有生命都是从一个最后共同祖先进化而来的。
接纳一个理论，并不要求测试其所有的主要预测，如果它已经被强有力的证据所支持。例如，某些试验可能难以实施或者存在技术困难。因此，理论作出的预测，可能尚未被确认或被证明不正确；在这种情况下，预测结果可能会被非正式地描述为“理论上”的。这些预测可以在稍后的时间测试，如果它们不正确，可能导致理论被修改或否定。

## 修正与改进
如果观测的实验结果与理论的预测相反，科学家们首先评估实验的设计是否已考虑周到，如果是，他们通过独立复现来确认结果。先在理论本身寻找潜在的改进方法，然后开始改进。解决方案可能要求对理论有较小的或重大的改变，如果可以通过理论的现有框架发现一个令人满意的解释，则根本不需要改变。随着时间的推移，理论在之前的基础上持续改进，从而得到了更高的预测精度。由于理论的每个新版本（或一个全新理论）必然比之前的理论具有更高的预测和解释能力，科学知识总是能持续变得越来越准确。
如果对理论或其它解释的修改看起来并不足以解释新的结果，那可能就需要一个新的理论了。由于科学知识通常是持久的，发生这种情况通常比修改要少得多。此外，在这样的理论被提出和接受以之前，将保留旧有理论。这是因为，对于很多其它现象，它仍然是最佳的有效解释，这已经被它在其它情形下的预测能力所验证。例如，1859年观测到，水星轨道近日点的进动违反了牛顿力学，但在有足够的证据支持相对论之前，该理论仍然提供了最好的解释。而且，可能新理论虽然由一人或多人提出，但其修改周期最终结合了许多不同科学家的贡献。
改进后，被接受的理论将能解释更多的现象，并具有更强的预测能力（如果没有，该改变就不会被接纳）；然后这一新的解释将被进一步替换或修改。如果一个理论经得起反复试验，而不需要修改，就表明该理论非常准确。这也意味着被接受的理论随着时间的推移不断积累证据，并且一个理论（或其任何原理）被接受的时间越长，往往表明其支撑证据越有力。

### 统一

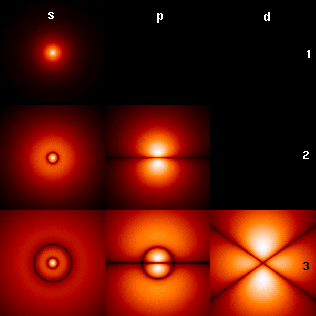
在量子力学中，原子的电子占据着原子核周围的轨道。该图展示了一个氢原子的轨道（s、p、d）在三个不同能级（1、2、3）的形态。较亮的区域对应于较高的出现概率。

在某些情况下，两个或多个理论可能会被一个新的单一理论所代替。该新理论可以将先前的理论作为对新理论的近似，或新理论的特殊情况。这与用一个理论对多个已证实的假说进行统一解释的方式相类似，被归为统一理论。例如，现在已经知道电和磁是同一现象的两个方面，该现象被称为电磁学。
当不同理论的预测互相矛盾时，解决方法通常是找到更多证据，或进一步统一。例如，19世纪的物理理论暗示，太阳燃烧的时间，不足以支撑到某些地质变化，或者生命进化。后来发现的核聚变解决了这一问题，这才是太阳的主要能源。矛盾也可以由更接近本质（非矛盾）现象的理论来解释。例如，原子理论是对量子力学的近似。目前的理论描述了三种独立的基本相互作用，所有其它理论都是对它们的近似；而潜在的、统一这三种基本相互作用的理论，有时被称为万有理论。

### 例子：相对论
1905年，爱因斯坦发表了狭义相对论原理，并很快变成了一种理论。狭义相对论预言了伽利略不变性（又称“伽利略相对性”）的牛顿原理，与电磁场的统一。狭义相对论抛弃了以太的概念，爱因斯坦说，相对运动的物体被测量出的时间膨胀和长度收缩是惯性的——也就是说，当观察者测量的时候，物体表现出恒定的速度，包括其快慢与方向。他因此同样得到了洛伦兹变换和长度收缩，而这已经成为解决实验之谜的猜想，并作为以太性质的动力学推论，被纳入电动力学理论。优雅的理论——狭义相对论得出了它自己的推论，如质能等价和解决一个悖论——电磁场的激发，可以在一个参照系中被视为电场，而在另一个参照系中被视为磁场。
爱因斯坦去寻求一个统一的不变性原理，要求它能满足所有参照系，包括惯性的和加速的。拒绝了牛顿的万有引力——一个瞬时超距作用的有心力——爱因斯坦假定了一个引力场。1907年，爱因斯坦的等效原理暗示，一个自由落体在一个统一的引力场中，等同于惯性运动。通过在三个维度上扩展狭义相对论，广义相对论将长度收缩扩展为空间收缩，认为四维时空是一个引力场，能导致几何改变并为局域天体设置路径。甚至无质量的能量，也可以通过“弯曲”四维时空的几何“表面”，对局域天体施加引力影响。然而，当仅仅预测运动时，除非能量非常大，它对收缩空间和减缓时间的相对影响都可以忽略不计。虽然广义相对论通过科学实在论作为更好的解释性理论被接受了，但牛顿的理论仍然通过工具主义仅仅被作为预测性理论成功保留下来。在计算轨道时，工程师和NASA仍然使用牛顿的公式，因为这样更简单，而且精度也足够。

## 理论与定律
定律和科学理论都是从科学方法得出的，都要通过假说的形成和检验，都可以对自然世界的行为作出预测。通常，它们都能很好地被观察和/或实验证据所支持。然而，定律描述的是，为什么自然界在某些条件下会出现这样那样的表现。而科学理论的范围更广泛，它能总体地给出解释，自然界如何运转以及为什么它表现出某种特征。理论是由来自各种不同来源的证据所支撑的，并且可以包含一个或多个定律。
一个常见的误解是，科学理论是初步的想法，当积累到足够的数据和证据时，它最终将转变为科学定律。理论并不会因为积累了更新或更好的证据而转变为科学定律。理论始终是理论；定律始终是定律。理论和定律都会潜在地因为反面证据而修改。
理论和定律都与假说存在区别。不同于假说，理论和定律可以被简单地称为事实。然而，在科学中，理论不同于事实，即使它们能够很好很好地相互支撑。例如，进化既是理论又是事实。

## 关于理论

### 作为公理的理论
逻辑实证主义认为科学理论是形式语言的一种陈述。一阶逻辑是形式语言的一个例子。逻辑实证法学家设想了一种类似的科学语言。此外，除了科学理论，这种语言还包括了观察句（如“太阳从东方升起”）、定义和数学语句。由理论解释的现象，如果不能直接被感官感知（如原子和无线电波），则被视为理论上的概念。这样看来，理论行使了公理的职责：从理论得出预测结果，就像从欧几里得几何得出定理。然而，预言需要通过现实来检测试以验证理论，而其直接结果可能是“公理”被修正。
“理论的普遍观点”这个短语被用来描述这种方法。通常与它相关的术语是“语言学”（因为理论是语言的组成部分）和“语法学”（因为语言拥有一套规则，来规定可以如何把符号串在一起）。问题在于精确地定义这种语言，例如，物体是在显微镜下观察到的还是它们只是理论上的对象，导致了逻辑实证主义在1970年代的实际消亡。

### 作为模型的理论
理论的语义观点认为，科学理论是模型而不是命题。这种观点已经取代了以前普遍接受的观点，在科学哲学的理论构想中占据了主导地位。模型是一种逻辑框架，意在表达现实（“现实模型”），类似于用地图这种图形化模型来表达一个城市或国家的范围。

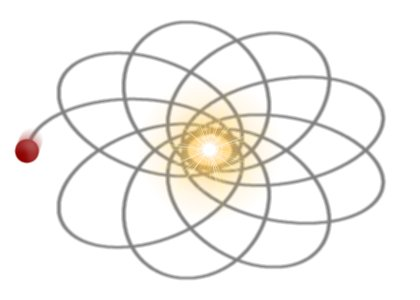
水星近日点的拱线进动（有夸大）。水星位置的偏差，按照牛顿力学的预测，大约是每世纪43弧秒（约1度的1/80）。

按照这种方式，理论是一种特定的能够满足必要标准（见上文）的模型。用语言可以来描述一个模型；然而，理论也是模型（或者一组类似的模型），而不是对模型的描述。例如，一个太阳系模型，可能包括代表太阳和行星的抽象天体。这些天体有其相关联的属性，例如位置、速度和质量。该模型的参数，例如牛顿万有引力定律，能够决定它们的位置和速度如何随时间而变化。然后可以对该模型进行检验，看看它是否可以精确地预测未来的观测结果；天文学家们可以验证，模型中天体的位置随时间的变化，与行星的实际位置相匹配。对于大多数星球来说，牛顿力学模型的预测是精确的；而对于水星来说，则有些不精确，必须使用广义相对论模型来代替。
“语义学”一词指的是，一个代表真实世界的模型的方式。这种“代表”描述了一个现象的各个方面，或者一组现象间的交互行为。例如，一所房屋或是太阳系的比例模型，显然并不是实际的房屋或者实际的太阳系；比例模型只有以某种有限的方式代表实际的物体，表现一所实际的房屋或者实际的太阳系的某些方面。房屋的比例模型并不是一所房屋；但对于那些想“了解”房屋的人来说，就象想要理解现实的科学家一样，有一个足够详细的比例模型可能就够了。

#### 理论与模型间的差异
一些评论者指出，理论的特征是，它们是解释性的也是描述性的，而模型只是描述性的（尽管在更有限的意义上仍具有预测性）。哲学家斯蒂芬·佩珀也区分了理论和模型，并于1948年说：通常的模型和理论依据于一个“根本”的隐喻，这限制了科学家如何理论化和为现象建模，并因此达成可以检验的假说。
工程实践在“数学模型”和“物理模型”之间作了区别；可以先借助计算机软件，如计算机辅助设计工具，建立数学模型，来降低制造物理模型的成本。这些零件需要各自开模，并指定制造公差。装配图用来展示装配顺序。模拟软件用来显示每个部件，可以对零件进行旋转，放大，以看清逼真的细节。用于创建制造材料清单的软件，可以使装配过程分工专门化，并可以将用于制造的机器的成本分摊到多个客户。参见：计算机辅助工程、计算机辅助制造和3D打印

### 理论阐述中的假设
假设（或公理）是被接受但没有证据的陈述。例如，假设可以被用作逻辑争论的前提。艾萨克·阿西莫夫这样来描述假设：
……不管把一个假设说成真还是假，都是错误的，因为没有办法来证明它是真还是假（如果有，它就不再是假设了）。不如去考虑假设有用与否，这取决于由它们得出的推论是否与现实相符……因为我们必须从某处开始，我们必须有一些假设，但我们的假设应该越少越好。
对于所有实证要求来说，某些假设是必要的（例如，存在现实这一假设）。然而，理论通常不做传统意义上的假设（被接受但无法证实的语句）。而假设往往在新理论形成时，被包含进新理论。它们或者有证据支持（例如以前存在的理论），或者在验证理论的过程中产生了证据。这可能简单到只是观察理论做出的精确预言，这能够证明，从一开始做出的任何假设，在测试条件下都是正确的，或者接近正确。
如果理论只打算应用于假设成立（或大致成立）的情况，则传统的假设，即使没有证据来证明，也可以使用。例如，狭义相对论假设了惯性参照系。该理论在假设成立时能做出精确的预测，而在假设不成立时则无法做出精确的预测。这样的假设往往是会被新理论从旧理论继承（广义相对论用于非惯性参照系同样成功）。

## 描述

### 科学哲学家的描述

#### 波普尔观点
卡尔·波普尔这样描述科学理论的特征：
1. 容易被证实或查证。只要我们寻求证实，几乎每个理论都是这样。
2. 只有当预测的结果本身存在危险性时，才通过计算来确认；也就是说，如果对于尚未确认的理论，我们应当期望一个不符合理论的结果，因为这一结果可以驳斥该理论。
3. 每个“好的”科学理论都在禁止：禁止某些事情发生。能禁止的事情多，才是好理论。
4. 如果任何可以想象的事都不能证伪一个理论，这个理论就是不科学的。不可证伪性并不是一个理论的优点（像人们通常认为的那样），而是缺点。
5. 每个真正的理论验证都是试图对它证伪，或者驳斥。可验证性就是可证伪性；但是可验证性存在程度差异：某些理论比其它理论更加可验证，对于驳斥也更加开放；机会与风险共存。
6. 尚未确认的证据不能算数，除非它是理论真正测试的结果；这意味着它可以表现为一个严肃、但不成功的尝试来证伪该理论。（我现在在说“确凿证据”的情况。）
7. 一些真正可测试的理论，当发现错误时，可能仍然会被他们的崇拜者所支持——例如通过引入后此谬误（在事实之后）的一些辅助假说 （页面存档备份，存于）或假设，或通过后此谬误重新诠释理论的方式，使得该理论能够摆脱对它的反驳。这样的过程总是可能的，从驳斥中打捞理论仅在毁灭的代价，或者至少降低它的科学地位，通过由证据修正（英语：tampering with evidence）。在着手科学工作之前，可以先花时间写下测试协议，这样可以减少修正的诱惑。

波普概括了这些语句，旨在说明理论的科学地位的核心标准是其“可证伪性、可反驳性或可测试性”。作为回应，史蒂芬·霍金阐述：“如果它满足以下两个要求，就算是好的理论：它必须在只包含一些任意元素的一个模型的基础上，准确地描述大批的观测，并对未来观测的结果，作出确定的预言。”他还讨论了“无法证明、但可证伪”的理论本性，这是一个归纳逻辑的必然结果，以及“哪怕你只要找到一个和理论预言不一致的观测事实，即可证伪之”。
然而，一些哲学家和科学史学家认为，波普尔关于“理论作为一套可证伪的陈述”的定义是错误的。如菲利普·基彻指出的那样，如果一个人持有严格的波普尔“理论”观点，1781年第一次发现天王星时的观测结果，就会证伪牛顿天体力学。相反，人们猜测，有另一颗行星在影响天王星轨道，而且这一预测确实最终被证实了。

#### 基彻观点
基彻同意波普尔所说的：“只有科学可能失败的时候，他才可能成功，这个想法肯定有其正确性。”他还说，科学理论包括不能被证伪的陈述，并且好的理论还必须是创造性的。他坚持，我们将科学理论视为“详尽的陈述集合”，其中一些是不可证伪的，而其它的可以，他称这些为“辅助假说”。
按照基彻的观点，好的科学理论必须具备三个特征：
1. 一致性：“科学应该是一致的……好的理论只包含一个问题解决策略，或一小族问题解决策略，这可以应用到广泛的问题范围。”
2. 繁殖能力：“伟大的科学理论，像牛顿理论，会开辟新的研究领域……因为一个理论提出一种新的方式来审视世界，它会引导我们提出新问题，并因此踏上新的和成果丰富的探究路线……通常，蓬勃发展的科学是不完整的。科学提出的问题总是比它目前可以回答的问题更多。但是，不完全并不是缺点。相反，“不完全”是繁殖能力之母……好的理论应该是高产出的；它应该提出新的问题，并假定这些问题是可以回答的，而且并不需要放弃其问题解决策略。”
3. 具有独立可检验性的辅助假说 （页面存档备份，存于）：“辅助假说应该是可检验的，并且该检验要独立于它要解决的特定问题，独立于它要证明的理论。”（例如，海王星存在的证据，是独立于天王星轨道异常的。）

像其它的理论定义（包括波普尔的）一样，基彻明确指出，理论必须包含带有观测结果的陈述。但是，像观测天王星轨道的不规则，证伪只是一种可能的观测结果。另一种可能是产生新的假说，这是同样重要的结果。

### 类比和比喻
科学理论的概念也会使用类比和比喻来描述。例如，逻辑经验主义者卡尔·古斯塔夫·亨佩尔把科学理论的结构比作“复杂的空间网络”：
节代表术语，而连接节的线，部分相当于定义，部分相当于基本原理和派生的、包括在理论中的假说。就好像整个系统漂浮在观察面上空，并被解释的规则拴在观察面上。它们可以被视为绳子——它们不是网的一部分，但是连着网上的某些点与观察面上的特定位置。由于这些解释性连接，这个网可以作为一个科学理论：通过某些观测数据，我们可以经由一根解释性的绳子向上爬到理论网络的某些点，再从那里继续经由定义和假说到达其它点，最后还能从另一根解释性的绳子回到观察面。
迈克·波拉尼在理论和地图之间做了一个类比：
理论不是我自己。它可以作为一个由规则构成的系统，而被列在纸上。并且一个理论越真实，就越可以完整地用这些术语记录下来。在这方面，数学理论最完善。地理地图能够以其自身充分体现一套严格的规则，可以帮助人们找到通过一片未到过的未知区域的路。实际上，所有理论都可以被视为一种在空间和时间上扩展的地图。
一个科学理论也可以被认为像一本捕捉关于世界基本信息的书，一本必须研究、编写和共享的书。在1623年，伽利略·伽利莱写道：
哲学（即物理学）是书被写在这本宏大的书中——我是指宇宙——它不断地为我们打开。但是只有有人先学会理解它的语言，并把这种语言翻译过来，我们才能理解。它用数学的语言写的，它的文字是三角形、圆形和其它几何图形。没有这些，人们就无法理解它；没有这些，人就会在黑暗的迷宫中徘徊。
下面这段文章中，也把它比作书，作者是当代科学哲学家伊恩·哈金：
我自己喜欢一个阿根廷神话。上帝并没有写一本像旧欧洲人想象那样的自然之书。他写了一个博尔赫斯书库，其中的每本书都尽可能简短，但每本书都与其它的每一本不一致。没有一本书是多余的。对于每一本书，都有一些人类可以理解的自然片段，使得那本书（并且没有其它的书）有可能理解、预言和影响发生的事情……莱布尼茨说，上帝选择了一个拥有最简单的法则，就能拥有最大限度的复杂现象的世界。正是这样：但拥有最简单的法则，就能拥有最大限度的复杂现象的最好方式，就是拥有互不一致的法则，每个法则或者适用于这里，或者适用于那里，但没有一条法则适用于全部。

## 物理学
在物理学中，“理论”一词通常被用于数学框架——从少数基本公理（往往是对称的，如空间或时间中位置的平等性，或者电子的同一性等）推导出来——这能够对指定类型的物理系统作出可检验的预测。一个很好的例子是经典电磁学，其中以几个称为麦克斯韦方程组的方程的形式，包含了从规范场论得到的结果。经典电磁理论的特定数学方面被称为“电磁学定律”，反映了支撑它们的一致的、可重现的证据标准。通常在电磁理论中，存在大量关于电磁学如何应用于特殊情形的假说。这些假说，许多已经被认为经过了充分的测试，而新的假说总是在提出，并且可能尚未经过测试。后者的一个例子可能是阿布拉罕-洛伦兹力。从2009年起，它对电荷周期运动的影响可以从同步加速器探测到，但只能作为一段时间的“平均”影响。一些研究人员现在正在考虑通过实验来观察这些的瞬时影响（即不是某段时间的平均值）。

## 举例
注意，许多研究领域并没有为理论具体命名，例如发育生物学。除了已命名的理论之外，其它科学知识也会有较高的确定性，这取决于支撑它的证据的数量。还需要注意，由于理论从许多不同领域中获得证据，所以分类也不是绝对的。
- 生物学：细胞学说、进化论（现代演化综论）、细菌致病理论（英语：Germ theory of disease）、基因继承理论（英语：Particulate inheritance theory）、双继承理论
- 化学：碰撞理论、分子运动论、酸碱电子理论、分子、分子轨道理论、过渡态理论、价键理论
- 物理学：原子理论、大爆炸、发电机理论、微扰理论、相对论（经典力学的继任者）、量子场论
- 其它：气候变迁（气候学）、[56]板块构造论（地质学）、月球的起源理论、月球错觉理论

## 扩展阅读
- 塞勒斯, 皮尔斯. . 纽约客. 2016-08-17  [2016-08-18]. （原始内容存档于2017-09-28） （英语）.文章为英国/美国气象学家和NASA宇航员在探讨全球变暖和“理论”